# Vilhelm IV av Luxemburg
Vilhelm, storhertig av Luxemburg, född 22 april 1852, död 25 februari 1912, var regent av Luxemburg mellan 1905 och 1912. Han var son till Adolf, storhertig av Luxemburg och Adelheid av Anhalt-Dessau.

## Biografi
Vilhelm IV gifte sig 1893 med Maria Anna av Portugal (1861–1942; dotter till Mikael I av Portugal). I äktenskapet föddes endast döttrar och därför genomfördes en grundlagsändring 10 juli 1907, där äldsta dottern, Marie-Adélaïde, förklarades som tronarvinge.
Vilhelm, som drabbades av stroke 1899, var sjuk mesta tiden av sin regeringstid och genom ett beslut i deputeradekammaren var hans gemål Maria Anna regent i Luxemburg från 13 november 1908 och fram till Vilhelms död 1912. 
1889 utnämndes Vilhelm IV av Luxemburg till riddare av Serafimerorden. Han var kusin med den svenske kungen Gustaf V.

## Barn
1. Marie-Adélaïde, storhertiginna av Luxemburg (1894–1924)
2. Charlotte, storhertiginna av Luxemburg (1896–1985)
3. Hilda (1897–1979), gift med furst Adolf zu Schwarzenberg (1890–1950)
4. Antoinette (Antonia), (1899–1954), gift med kronprins Rupprecht av Bayern (1869–1955)
5. Elisabeth (1901–1950), gift med prins Ludwig Philip av Thurn und Taxis
6. Sophie (1902–1941), gift med prins Ernst Heinrich av Sachsen (1896–1971)